# دانيال رودني
وهو سياسي أمريكي كان حاكما على ولاية ديلاوير الأمريكية ولد دانيال رودني في 10 أيلول - سبتمبر من سنة 1764 في بلدة لويس بولاية ديلاوير كان رودني قد شغل منصب حاكم ولاية ديلاوير ما بين عامي 1814 إلى عام 1817 وكما خدم رودني في مجلس النواب الأمريكي من عام 1822 إلى عام 1823 وخدم كذلك في مجلس الشيوخ الأمريكي من عام 1826 إلى عام 1827 توفي دانيال رودني في 2 أيلول - سبتمبر من سنة 1846 في بلدة لويس.